# Anthophora neglecta
Anthophora neglecta är en biart som beskrevs av Timberlake och Cockerell 1936. Anthophora neglecta ingår i släktet pälsbin, och familjen långtungebin. Inga underarter finns listade i Catalogue of Life.